# Thalassodes immissaria
Thalassodes immissaria là một loài bướm đêm trong họ Geometridae.